# John Forrest National Park
John Forrest National Park är en park i Australien. Den ligger i delstaten Western Australia, omkring 23 kilometer öster om delstatshuvudstaden Perth. Arean är 27,0 kvadratkilometer.
Runt John Forrest National Park är det ganska tätbefolkat, med 75 invånare per kvadratkilometer.. Närmaste större samhälle är Swan View, nära John Forrest National Park.
I omgivningarna runt John Forrest National Park växer huvudsakligen savannskog. Genomsnittlig årsnederbörd är 763 millimeter. Den regnigaste månaden är juli, med i genomsnitt 131 mm nederbörd, och den torraste är december, med 14 mm nederbörd.